# Auguste Millon
Auguste Nicolas Eugène Millon (Châlons-sur-Marne, 24 aprile 1812 – Saint-Seine-l'Abbaye, 22 ottobre 1867) è stato un chimico, agronomo e farmacista francese.

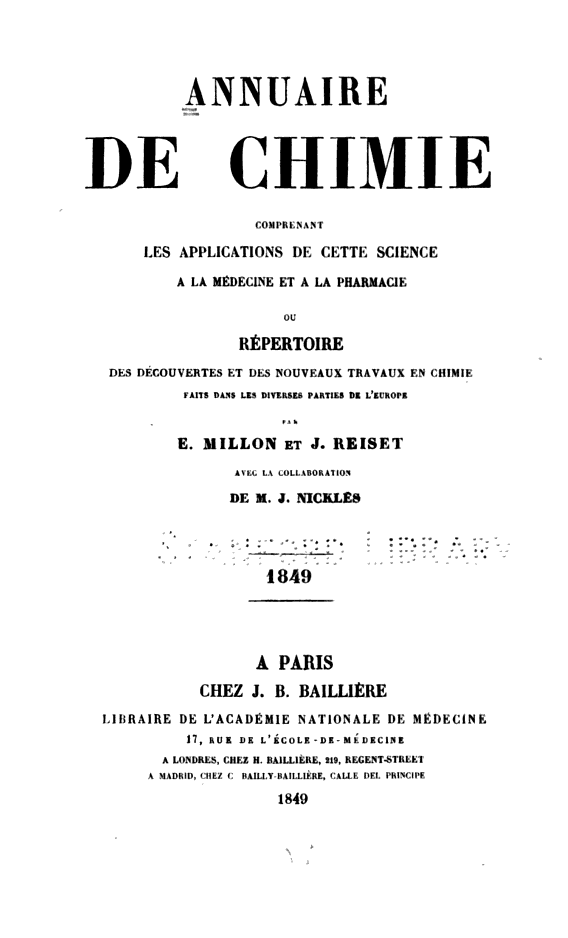
LAnnuaire di chimie, opera letteraria di carattere scientifico a cui Millon contribuì alla realizzazione.

Viene ricordato principalmente in quanto ideatore del saggio chimico che da lui prende il nome.

## Biografia
Dopo aver completato gli studi presso la sua città natale e lavorato al Collège Rollin di Parigi, Millon decide di intraprendere la carriera medica nell'esercito. Nel 1832 fu ammesso come studente alla scuola di medicina militare di Val-de-Grâce e due anni dopo si qualificò per il servizio attivo come chirurgo. In seguito venne inoltre insignito del titolo di ufficiale del corpo dei farmacisti militari. Gli anni tra il 1837 e il 1847 furono per Millon un periodo di intensa attività e ricerca scientifica nel campo della chimica, allo scienziato francese vanno infatti i meriti della scoperta del diossido di iodio, dei cloriti, del nitrato di etile, della sintesi dello iodato di potassio e della ricerca su molti altri composti chimici di base. Nel 1845 scrisse l'Annuaire de chimie assieme a Jules Reiset e con la collaborazione di François Joseph Jérôme Nicklès. Dopo il 1847 Millon si dedicò ad altri campi scientifici tra cui l'agronomia e la biochimica, significativa fu la sua devozione nello studio del grano. Nel 1849 pubblicò la scoperta di una saggio chimico per il riconoscimento della presenza di proteine contenenti tirosina, saggio che da lui prese il nome.